# Axel Borgmann
Axel Borgmann (Mülheim an der Ruhr, 8 juli 1994) is een Duitse voetballer die doorgaans als vleugelverdediger speelt, maar ook inzetbaar is als middenvelder.

## Clubcarrière
Borgmann speelde in de jeugdopleiding van TuSpo Saarn en MSV Duisburg, alvorens hij in 2008 naar FC Schalke 04 overstapte. In 2012 werd hij met Schalke landskampioen bij de A-junioren. Op 2 augustus 2013 maakte hij er tijdens een uitwedstrijd bij KFC Uerdingen zijn competitiedebuut in het tweede elftal, als invaller voor Gerald Asamoah. In twee seizoenen speelde hij in totaal 56 wedstrijden waarin hij twee keer scoorde. Na twee maanden clubloos te zijn geweest tekende Borgmann eind september 2015 een driejarige verbintenis bij FC Vaduz uit Liechtenstein, uitkomend in de Zwitserse Super League. In 2017 degradeerde FC Vaduz naar de Challenge League. Na afloop van zijn contract in 2018 sprak de transfervrije verdediger de wens uit om een club te vinden in de 2. Bundesliga en werd in verband gebracht met Arminia Bielefeld.
Borgmann slaagde er niet in een Duitse club te vinden en sloot in de voorbereiding van het seizoen 2018/19 voor een proefperiode aan bij VVV-Venlo. De Venlose eredivisionist was na het vertrek van Leroy Labylle naar N.E.C. op zoek naar een nieuwe linksback. Een week later tekende Borgmann bij VVV een eenjarig contract met een optie voor nog een seizoen. Hij kreeg er amper speeltijd en na het seizoen werd de optie niet gelicht. Op zoek naar een nieuwe club was hij eind juli 2019 even op proef bij N.E.C., doch de Nijmeegse eerstedivisionist besloot niet met hem in zee te gaan. Borgmann keerde vervolgens terug naar zijn geboorteland en tekende een eenjarig contract bij Energie Cottbus. In mei 2021 verlengde hij die verbintenis met nog een jaar.

### Clubstatistieken
| 2013/14                        | FC Schalke 04 II | Regionalliga West    | 29  | 1  | — | — | —  | — | 29  | 1  |
| 2014/15                        | FC Schalke 04 II | Regionalliga West    | 27  | 1  | — | — | —  | — | 27  | 1  |
| 2015/16                        | FC Vaduz         | Super League         | 20  | 0  | 1 | 1 | 0  | 0 | 21  | 1  |
| 2016/17                        | FC Vaduz         | Super League         | 30  | 1  | 1 | 0 | 4  | 0 | 35  | 1  |
| 2017/18                        | FC Vaduz         | Challenge League     | 34  | 2  | 2 | 0 | 4  | 0 | 40  | 2  |
| 2018/19                        | VVV-Venlo        | Eredivisie           | 7   | 0  | 2 | 0 | —  | — | 9   | 0  |
| 2019/20                        | Energie Cottbus  | Regionalliga Nordost | 17  | 1  | — | — | 3  | 0 | 20  | 1  |
| 2020/21                        | Energie Cottbus  | Regionalliga Nordost | 8   | 0  | — | — | 2  | 0 | 10  | 0  |
| 2021/22                        | Energie Cottbus  | Regionalliga Nordost | 34  | 4  | — | — | 5  | 0 | 39  | 4  |
| 2022/23                        | Energie Cottbus  | Regionalliga Nordost | 31  | 4  | 1 | 0 | 8  | 4 | 40  | 8  |
| 2023/24                        | Energie Cottbus  | Regionalliga Nordost | 9   | 0  | 1 | 0 | 2  | 0 | 12  | 0  |
| 2024/25                        | Energie Cottbus  | 3. Liga              | 15  | 1  | 1 | 0 | 3  | 0 | 19  | 1  |
| Carrière totaal                | Carrière totaal  | Carrière totaal      | 261 | 15 | 9 | 1 | 31 | 4 | 301 | 20 |
| Bijgewerkt op 26 december 2024 |                  |                      |     |    |   |   |    |   |     |    |

1Overige officiële wedstrijden, te weten de UEFA Europa League, play-off en Brandenburg-Pokal.